# Administration publique centrale française
Ne doit pas être confondu avec direction d'administration centrale en France.
En France, l’administration centrale (ou les administrations publiques centrales), aussi désignée par le 
sigle APUC, regroupe l’ensemble formé par :
- l’État au sens strict : le pouvoir exécutif (Gouvernement), le pouvoir législatif (Parlement) et l’autorité judiciaire (Magistrature) ;
- les organismes divers d'administration centrale (ODAC).

Pour désigner cet ensemble, on emploie parfois le terme d’administration centrale.
L'autorité centrale de l'État est constituée d'autorités dont les décisions peuvent s'appliquer sur l’ensemble du territoire national. Il s’agit des plus hautes autorités administratives cumulant des fonctions administratives et politiques. Elles ont généralement leur siège dans la capitale, le centre nerveux du pays.
Cependant, le terme d’administration centrale peut être employé, en France, au sein d’un ministère pour désigner l’ensemble des services et directions de ce ministère qui dispose de compétences nationales.

## Autorités de l'exécutif
Il s'agit du Président de la République, du Premier ministre et des ministres. Selon l'article 20 de la Constitution, l'administration est à la disposition du Gouvernement. Le Président et le Premier ministre se partagent le pouvoir réglementaire ainsi que celui de nomination des fonctionnaires de l'État. L'article 21 de la Constitution donne le pouvoir réglementaire de droit commun au Premier ministre, et l'article 13 confie des compétences d'attributions au Président.

## Services centraux
Les services centraux sont des administrations rattachées au Premier ministre ou aux différents ministères. Ils disposent d’une compétence pour l’ensemble du territoire français. 
Depuis la création des services à compétence nationale en 1997 et le principe de déconcentration des décisions individuelles, ces services peuvent être répartis en deux grandes catégories :
- les directions d’administration centrale (DAC), souvent appelées directions générales, directions ou directions centrales. Elles sont chargées de concevoir les politiques publiques en préparant les projets de loi et de décrets et les positions du Gouvernement sur les propositions de lois et amendements initiés par le Parlement. Par la suite, elles animent les administrations déconcentrées chargées d’appliquer ces lois et décrets ;
- les services à compétence nationale dont le rôle est d’appliquer les lois mais qui, contrairement aux administrations déconcentrées, ont une compétence pour l’ensemble du territoire français.

Les services sont généralement organisés selon la même structure : organisés en direction, divisés en sous-directions, divisés en bureau. Dans certaines administrations centrales de taille importante, plusieurs sous-directions peuvent être regroupés en services.

## Organismes extérieurs à l'administration centrale
Certains ministères, en particulier le ministère des Armées, disposent d'organismes extérieurs à l'administration centrale. Ces organismes extérieurs ne sont ni des organismes d'administration centrale en ce que les dispositions juridiques applicables aux administrations centrales, la délégation automatique de signature par exemple, ne leur est pas applicable, ni des services déconcentrés, en ce qu'ils ne sont pas soumis à l'autorité du préfet. Les centres techniques de la direction générale de l'armement ou le Service industriel de l'aéronautique, par exemple, sont des organismes extérieurs à l'administration centrale.

## Services déconcentrés
Les administrations publiques centrales ont pour mission le pilotage des services déconcentrés.

## Administration consultative
À côté de l'administration centrale qui a un pouvoir de décision, il existe un organe consultatif qui a pour but d'éclairer l'administration centrale en émettant des avis. Les articles 37, 38 et 39 de la Constitution prévoient que le Conseil d'État doit être obligatoirement consulté sur les projets de loi, les ordonnances et décrets importants. Le Conseil d'État peut également être consulté sur l'interprétation de certains textes.
D'autres organes jouent un rôle consultatif : par exemple, dans le domaine culturel, le Conseil supérieur des archives, le Conseil supérieur de la langue française ou le Comité consultatif de la recherche architecturale émettent régulièrement des avis.

## Autorités administratives indépendantes
Si elles ne sont pas soumises au pouvoir hiérarchique ministériel, certaines autorités administratives indépendantes sont incluses dans le périmètre comptable de l'administration publique centrale, leurs crédits de fonctionnement étant inscrits au budget général. Elles peuvent également être des organismes divers d'administration centrale, à l'image de l'Autorité des marchés financiers.